# 奈拜提耶

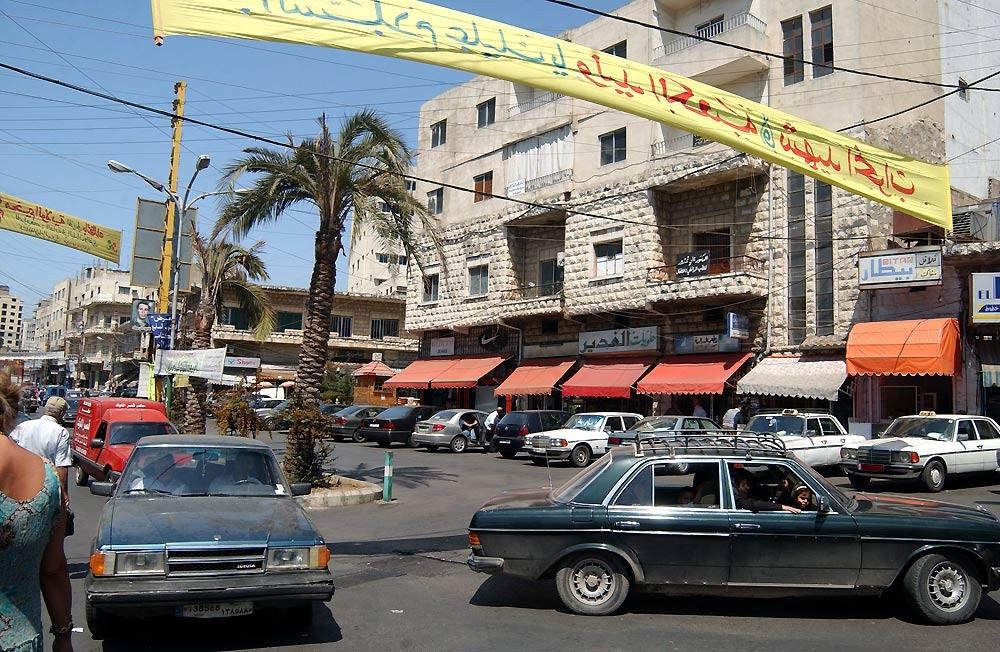
奈拜提耶

奈拜提耶（阿拉伯语：‎，羅馬化：Nabaṭiyya；又译纳巴蒂耶）是黎巴嫩的城鎮，也是奈拜提耶省的首府，位於該國南部，面積6平方公里，海拔高度418米，2005年人口98,433，大部分居民信奉伊斯蘭教。